# Caldwelliola lutea
Caldwelliola lutea är en insektsart som beskrevs av Victor Antoine Signoret 1855. Caldwelliola lutea ingår i släktet Caldwelliola och familjen dvärgstritar. Inga underarter finns listade i Catalogue of Life.